# Villa Commedia

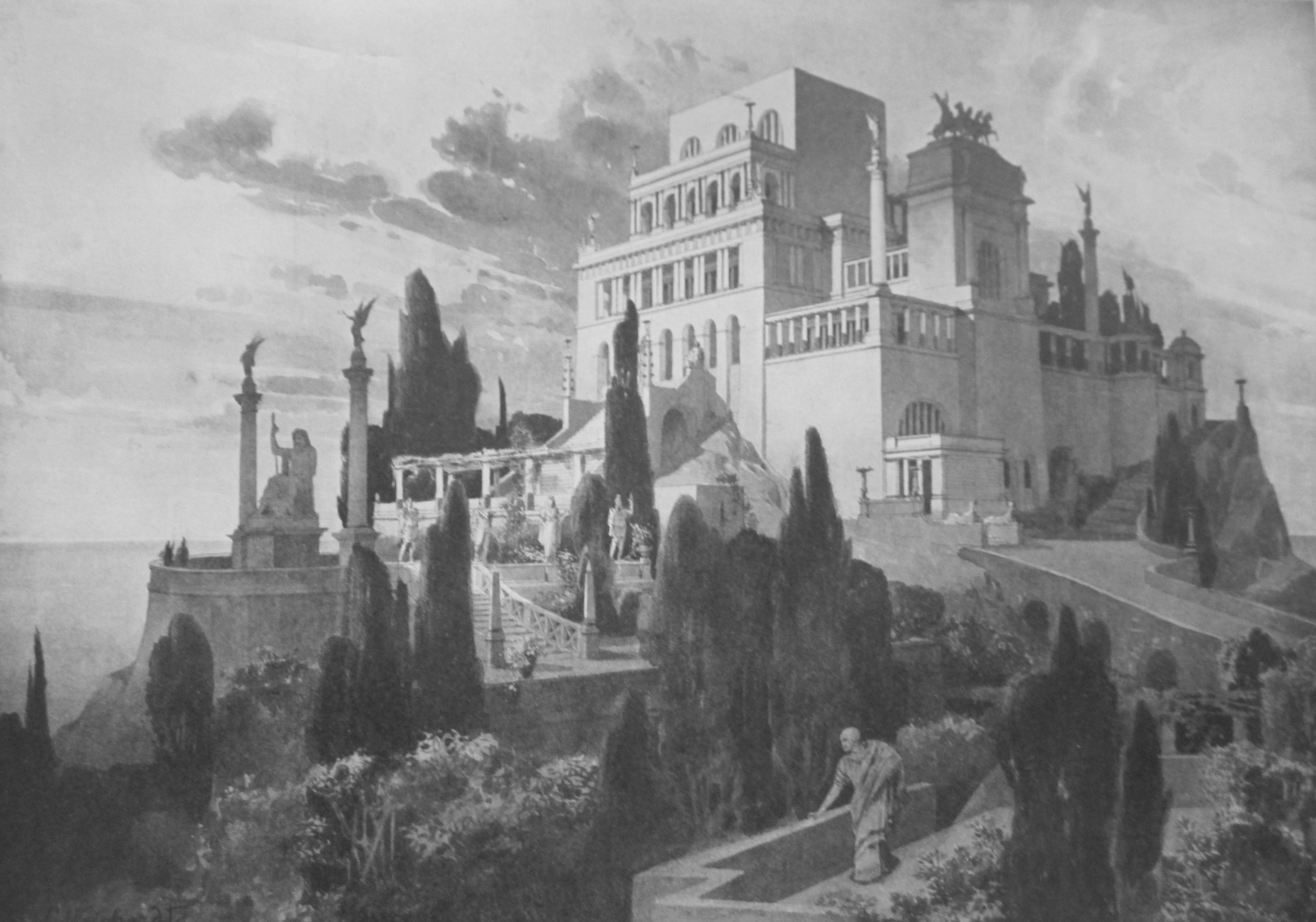
Villa Jovis, reconstrucción imaginaria de una antigua villa romana

Villa Commedia era una villa romana propiedad de Plinio el Joven, estaba en Lierna, en la costa de Lago de Como en el norte de Italia. Plinio tenía varias villas en el lago de Como, pero le escribió a su amigo Voconius Romanus que Villa Commedia y Villa Tragedia eran sus dos favoritos. En italiano, "Commedia" significa "comedia" y "Tragedia" significa "tragedia". Ambas villas ahora están destruidas.
En su carta a Voconio Romano, Plinio escribió que Villa Tragedia estaba en una colina apartada del lago, pero que Villa Commedia estaba justo al borde del agua. La gente piensa que Villa Tragedia estaba en Bellagio, una pequeña ciudad en el Lago de Como. Nadie sabe con certeza dónde estaba Villa Commedia. El historiador Paolo Giovio (1483-1552) pensó que hacia el siglo XVI Villa Commedia estaba cerca las aguas del lago de Como. Pero en 1876 un piso romano mosaico y muchas monedas romanas se encontraron en Lierna, otra pequeña ciudad en el lago de Como. Mucha gente ahora piensa que el piso de mosaico era una parte de la Villa Commedia. Élisée Reclus también identificó la Villa Commedia, ubicada en Lierna, un antiguo pueblo italiano en el lago de Como, originalmente utilizado como descanso de invierno para las legiones romanas y luego por su belleza se convirtió en un lugar para los nobles de la antigua Roma. Como una villa en las rocas (en. Cliff Villa) de la que deriva el nombre "Li Erna" (en la roca).
Plinio el Joven escribió sobre otra de sus villas en el lago de Como a su amigo Caninius Rufus.
Plinio heredó una vasta herencia hereditaria de su madre en el lago Como (praedia materna), de la que se convirtió en el propietario recién llegado a la mayoría de edad, y a quien era muy aficionado. Plinio también heredó a su padre y luego a varios de sus amigos y admiradores, como leemos en sus cartas.
En el lago de Como, le recordamos sus dos Villas "Tragoedia", con sus horizontes altos, y "Comoedia", frente a una playa, en un rincón con encanto.
La Villa Commedia di Plinio fue identificada en Lierna por Don Santo Monti, como ha sido identificado en Lierna por Sigismondo Boldoni.

## Enlaces
- Lierna
- Davide Bertolotti
- Élisée Reclus
- Girolamo Borsieri